# Kefar Tapúah
Kefar Tapúah (hebreu: כפר תפוח‎, lit. ‘El poble de les pomes') és una assentament israelià en la regió de Judea i Samaria, va ser fundat l'any 1978. Està al costat d'una de les principals cruïlles de carretera de la regió. El mes de desembre de l'any 2015, la vila tenia 1.036 habitants. La comunitat internacional considera com a il·legals sota la llei internacional tots els assentaments de la Cisjordània ocupada, però el govern israelià no comparteix aquesta opinió. El poble està situat prop de l'indret arqueològic de Tapúah, que apareix en la Bíblia en el llibre de Josuè, capítol 12, com una de les primeres 31 ciutats conquerides per Josuè i les Tribus d'Israel. El llibre de Josuè 17:8 situa a Tapúah a la frontera entre el territori dels fills de Josep, les tribus de Manassès i d'Efraïm.

## Demografia
Malgrat que la seva població consisteix enterament de jueus, Kefar Tapúah és un dels assentaments israelians amb més diversitat, la seva població prové d'entorns molt diversos. Va ser fundat per un nucli de jueus iemenites del poble de Bareket, i des de la seva fundació ha absorbit nombrosos immigrants jueus vinguts des de Rússia i els Estats Units. Una població de peruans conversos al judaisme vinguts des de Trujillo, Perú, es va establir en la vila de Kefar Tapúah. Entre el mes de febrer de l'any 2004, fins al mes d'agost de l'any 2009, més de noranta noves famílies van emigrar a Kefar Tapúah.

## Serveis públics
Al poble hi ha quatre sinagogues que funcionen durant el Sàbat, i s'hi estudia cada dia la Torà. Al poble hi ha dos banys rituals (micvé); un d'ells és per als homes i l'altre per a les dones. El poble disposa d'una guarderia i tres jardins d'infància amb un pati. Hi ha un equip mèdic d'emergències que està format per voluntaris. Una unitat antiterrorista s'encarrega de mantenir l'ordre i la seguretat dels habitants.

## Negocis privats
Els negocis privats inclouen; una botiga de queviures, un taller mecànic, una empresa de mudances, una granja de cabres, una granja d'abelles productores de mel, i una fàbrica de perfums.